# Væske-væske-ekstraktion
Væske–væske-ekstraktion (LLE, efter engelsk: liquid-liquid extraction) består af overførsel af et eller flere opløste stoffer indeholdte i en opløsning til en anden blandbar væske (opløsning). Opløsningen der beriges i opløste stoffer kaldes ekstrakt. Opløsningen der udtømmes i opløste stoffer kaldes raffinat.
Væske-væske-ekstraktion kaldes også opløsningsekstraktion og partitionering, og er en metode til at separere forbindelser baseret på deres relative opløselighed i to forskellige blandbare væsker, normalt vand og et organisk opløst stof.
| Kemi | Spire Denne artikel om kemi er en spire som bør udbygges. Du er velkommen til at hjælpe Wikipedia ved at udvide den. |